# Нєгош Петрович
Нєгош Петрович (серб. Његош Петровић, нар. 18 липня 1999, Крупань, Сербія) — сербський футболіст, півзахисник клуба «Воєводина».

## Ігрова кар'єра

### Клубна
У 2011 році Петрович приєднався до молодіжної команди клубу «Рада», з яким пізніше підписав молодіжний контракт. Влітку 2016 року футболіста було переведено до першої клубної команди і тоді ж Нєгош підписав з клубом вже професійний контракт на чотири роки. 10 серпня 2016 року півзахисник дебютував в основі «Рада» в чемпіонаті Сербії.
В серпні 2019 року футболіст перейшов до столичного клубу «Црвена Звезда», з яким підписав чотирирічний контракт. За два роки виступів в клубі Петрович двічі ставав чемпіоном країни та виграв національний Кубок.
В січні 2022 року Петрович перейшов до іспанської «Гранади». В сезоні 2022/23 виграв з клубом турнір Сегунди і 14 серпня 2023 року провів першу гру в іспанській Прімері. В січні 2024 року футболіст повернувся до Сербії, де на правах оренди приєднався до клубу «Воєводина». Догравши сезон до кінця, Петрович підписав з сербським клубом трирічний контракт на повноцінній основі.

### Збірна
У 2016 році в складі юнацької збірної Сербії (U-17) Нєгош Петрович брав участь у юнацькому чемпіонаті Європи, що проходив в Азербайджані. На турнірі футболіст провів три матчі.
З 2018 по 2020 роки Петрович провів 11 матчів у складі молодіжної збірної Сербії.

## Титули
Црвена Звезда
 Чемпіон Сербії (2): 2019/20, 2020/21
 Переможець Кубка Сербії: 2020/21
Гранада
- Переможець Сегунди: 2022/23